# Lotus procumbens
Lotus procumbens là một loài thực vật có hoa trong họ Đậu. Nó là loài đặc hữu của California.